# Abbildungsfehler
In der Optik versteht man unter Abbildungsfehlern oder Aberrationenⓘ Abweichungen von der idealen optischen Abbildung durch ein optisches System wie etwa ein Foto- oder Fernrohr-Objektiv oder ein Okular, die ein unscharfes oder verzerrtes Bild bewirken. „Aberration“ kommt vom lateinischen „aberrare“, das wörtlich „abirren, sich verirren, abschweifen“ bedeutet.
Die Abbildungsfehler lassen sich im Rahmen der geometrischen Optik erfassen. Dabei wird untersucht, wie sich ein Strahlenbündel, das von einem bestimmten Objektpunkt ausgeht, nach dem Durchgang durch das System verhält. Im Idealfall schneiden sich die Strahlen wieder in einem Punkt. Aufgrund der Abbildungsfehler ergibt sich stattdessen nur eine mehr oder weniger enge Einschnürung des Strahlenbündels, die außerdem (bei Verzeichnung oder Bildfeldwölbung) an der falschen Stelle liegen kann.
Der Begriff Abbildungsleistung bezeichnet die Bildqualität eines optischen Systems. Von einer hohen Abbildungsleistung spricht man, wenn das System nur geringe Abbildungsfehler aufweist und ein scharfes, detailreiches Bild erzeugt.
Optiker wie Eustachio Divini (1610–1685) versuchten noch, die Abbildungsfehler von Mikroskopen und Teleskopen konstruktiv, durch Versuch und Irrtum, zu minimieren. Mitte des 19. Jahrhunderts begannen Seidel und Petzval, die Abbildungsfehler mathematisch zu untersuchen. Schon 1858 gab Maxwell Argumente, dass eine perfekte Abbildung eines räumlich ausgedehnten Objekts nur im trivialen Fall der Abbildung an ebenen Spiegeln möglich sei. Nach einigen Zwischenergebnissen legte schließlich Carathéodory 1926 einen strengen Beweis dafür vor.
Die Abbildungsfehler eines einfachen Systems aus einer einzelnen Linse oder einem Spiegel sind in der Regel unakzeptabel hoch, solche Systeme sind allenfalls zur Beleuchtung brauchbar. Es ist aber möglich, die Abbildungsfehler bis auf einen beliebig kleinen Rest zu beseitigen, indem man mehrere Linsen aus verschiedenen Glassorten bzw. Spiegel miteinander kombiniert und teils auch asphärische Flächen einsetzt. Durch eine Optimierungsrechnung werden die Freiheitsgrade des Systems (v. a. Flächenabstände und -krümmungen) so bestimmt, dass die Abbildungsfehler insgesamt minimal werden. Dies nennt man Korrektion der Fehler bzw. des optischen Systems.
Dieser Korrektionsprozess ist sehr rechenintensiv. Alle hier beschriebenen Abbildungsfehler überlagern sich, und jede Veränderung des optischen Systems beeinflusst alle Abbildungsfehler auf im Allgemeinen nichtlineare Weise. Einzige Ausnahme ist, dass bei Systemen, die ausschließlich durch Spiegel abbilden, kein Farbfehler auftritt.
Mithilfe von Bildbearbeitung kann man z. B. Farbvergrößerungsfehler (chromatische Aberration) reduzieren sowie die tonnen- oder kissenförmige Verzeichnung mit Methoden ähnlich der Rektifizierung nachträglich kompensieren. Bei digitalen Kameras sind diese Verfahren in der Firmware implementiert.

## Monochromatische Aberrationen

### Sphärische Aberration

Sphärische Aberration. Die Strahlen sind schwarz mit 90 % Transparenz, also einzeln hellgrau, mit zunehmender Überlagerung dunkelgrau bis schwarz, näherungsweise die Intensitätsverteilung andeutend. Vor dem Fokus tritt Überlagerung zuerst am Rand des Bündels auf; ein Schirm an dieser Stelle würde eine kreisförmige Brennlinie zeigen, siehe Kaustik. In der Brennebene der achsennahen Strahlen sind die Randstrahlen bereits weit verteilt.

Sphärische Aberration in Reflexion; ausgeprägte Kaustik durch großes Öffnungsverhältnis.

Die sphärische Aberration, auch Öffnungsfehler oder Kugelgestaltsfehler genannt, ist ein Schärfefehler und bewirkt, dass achsparallel einfallende oder vom gleichen Objektpunkt auf der optischen Achse ausgehende Lichtstrahlen nach dem Durchgang durch das System nicht die gleiche Schnittweite haben. Sie laufen somit nicht in einem Punkt zusammen.
Im Allgemeinen ist die Abweichung umso stärker, je weiter außen der Strahl verläuft. Die Schnittweite {\displaystyle s} des gebrochenen Strahls wird aus Symmetriegründen durch eine gerade Funktion gegeben:
{\displaystyle s=s_{0}+\sum _{k=1}^{\infty }w_{2k}a^{2k}}
Dabei ist {\displaystyle a} der Achsabstand, mit dem der Strahl in das System einfällt, und {\displaystyle w_{k}} gibt die Stärke der sphärischen Aberration k-ter Ordnung an. {\displaystyle s_{0}} ist die paraxiale Schnittweite des gebrochenen Strahls.
Objektive mit sphärischer Aberration liefern ein weiches Bild mit zwar scharfen, aber kontrastarmen Details, zu denen nur die achsnahen Strahlen beitragen. Die achsfernen Strahlen erzeugen Halos an Hell-Dunkel-Übergängen.
Motive vor und hinter der Ebene maximaler Schärfe werden unterschiedlich unscharf gezeichnet. Es gibt Objektive, deren sphärische Aberration man stufenlos in einem weiten Bereich einstellen kann, um die Unschärfe vor und hinter dem Fokus und die Schärfe im Fokus anzupassen.
Mit einem System, das nur sphärische (kugelförmige) brechende oder reflektierende Flächen enthält, kann man keine von sphärischer Aberration völlig freie reelle Abbildung erreichen (siehe aplanatische Abbildung). Mit einer asphärischen Oberfläche einer Linse oder eines Spiegels kann man die sphärische Aberration völlig korrigieren. So ist die Abbildung eines fernen Punkts mit einem Parabolspiegel frei von sphärischer Aberration und für achsparallele Strahlen exakt. Allerdings ist das Schleifen einer Kugeloberfläche deutlich einfacher und damit billiger als das Schleifen asphärisch gekrümmter Flächen. Der weite Einsatz sphärischer Flächen beruht darauf, dass sie erheblich preisgünstiger herzustellen sind, während ihre Abbildungsfehler durch Kombination mehrerer Linsen wirksam vermindert werden können. Die Kosten für asphärisch geschliffene Linsen relativieren sich bei Systemen mit vielen Linsen, da man gegebenenfalls mit weniger Linsen die gleiche Abbildungsgüte erzielen kann.
Unterdessen gibt es Verfahren, Asphären hoher Qualität als Presslinge (Molding) herzustellen, was deutlich preisgünstiger ist. Dabei können kleinere Linsen direkt gepresst werden, und größere werden durch Umformen einer volumengleichen sphärischen Linse hergestellt. Die Größe ist dabei nach oben durch zwei Probleme beschränkt: Zum einen gibt es nur wenige Glassorten, die für eine Umformung geeignet sind, zum anderen neigen umgeformte Linsen zu Inhomogenitäten durch innere Spannungen, die durch den Umformprozess entstehen.
Kleine Kunststofflinsen werden im Spritzgieß- oder Spritzprägeverfahren kostengünstig gefertigt, sind aber nicht für Systeme mit höheren Anforderungen an die Abbildungsqualität geeignet, wie beispielsweise Fotoobjektive. Man kann auch eine Kunststoffschicht auf eine sphärische Glaslinse gießen und durch Pressen in eine asphärische Form bringen. Diese Technik ist auch für Fotoobjektive nutzbar.
Mit Hilfe des foucaultschen Schneidenverfahrens lassen sich sphärische Aberrationen auch mit einfachen Mitteln gut nachweisen. In der Massenfertigung optischer Teile sind heute interferometrische Verfahren üblich.
Sofern die sphärische Aberration das Auflösungsvermögen begrenzt, kann dieses durch Abblenden bis zur kritischen Blende gesteigert werden.

### Astigmatismus

Astigmatismus: Objekte, die außerhalb der optischen Achse liegen, werden unscharf abgebildet. Ursache sind die verschiedenen Brennweiten in der Meridional- (M) und Sagittalebene (S).

Astigmatismus ist eine Aberration der „schiefen“ Strahlen. Ein schief einfallendes Strahlenbündel wird in der Meridional- und der Sagittalebene unterschiedlich stark gebrochen. In Richtung der Meridionalebene (M) ist die Linse perspektivisch verkürzt, woraus eine kürzere Brennweite resultiert.
Dadurch werden in den Punkten (BM und BS) keine Punkte, sondern Brennlinien in der jeweils anderen Ebene abgebildet. Vor und hinter den beiden Brennebenen entsteht statt eines Kreises ein Oval, da jedes Strahlenbündel einer Ebene zur Ellipse wird und in jedem Punkt einen anderen Öffnungswinkel hat. Wird ein Schirm hinter die sagittale Brennebene gehalten, ist ein Oval mit langer Halbachse in meridionaler Richtung (rot) zu sehen. Analog dazu ist das Oval vor der meridionalen Brennebene mit längerer Halbachse in sagittaler Richtung (grün). Dazwischen existiert eine Stelle, wo ein Punkt als unscharfer Kreis abgebildet wird, der kleinste Zerstreuungskreis oder Kreis kleinster Verwirrung.
Charakterisiert wird der Astigmatismus durch die astigmatische Differenz, den Abstand zwischen den Brennlinien. Dieser Abstand wächst mit stärkerer Neigung des einfallenden Bündels zur optischen Achse, mit steigender Linsendicke sowie der Linsenstärke und der Linsengeometrie. So haben z. B. bi-konvexe oder bi-konkave Linsen im Gegensatz zu Meniskuslinsen einen besonders starken Astigmatismus. Zu Korrektur des Augenastigmatismus wird ein gezielter Astigmatismus mithilfe einer Brille erzeugt und so dieser Abbildungsfehler kompensiert.
Ein optisches System kann so konstruiert werden, dass Astigmatismus-Effekte verringert oder verhindert werden. Solche Optiken heißen Anastigmate. Diese Bezeichnung hat nur noch historische Bedeutung, da dieser Fehler bei modernen Objektiven nur mehr bei schweren Fabrikationsfehlern auftritt. Eine Ausnahme stellen die Schiefspiegler – eine Gruppe von astronomischen Teleskopen – dar, bei denen der Fehler besonders korrigiert wird.
Eine Planplatte zwischen Objektiv und Bildebene erzeugt Astigmatismus, wenn das Objektiv nicht bildseitig telezentrisch ist und nicht unter Berücksichtigung dieser Planplatte korrigiert wurde. Darum muss man mit Einbußen bei der Bildqualität in Randnähe rechnen, wenn man ein für analoge Fotografie ausgelegtes Objektiv an einer Digitalkamera nutzt, da eine solche in der Regel einen Filter (Planplatte) vor dem Sensor besitzt. Der Effekt betrifft vor allem Objektive hoher Lichtstärke und solche, deren Austrittspupille nah an der Bildebene liegt (z. B. Biogon-ähnliche).
Ein dem Astigmatismus ähnlicher Abbildungsfehler kann bei Spiegelteleskopen der Amateurastronomie auftreten, deren Fokussierung oft durch axiale Verschiebung des Hauptspiegels erfolgt. Dies kann zu kleinen Verkippungen führen, wodurch das Bild der Sterne nicht mehr punktförmig ist, sondern bei Scharfstellung von extra- bzw. intrafokaler Seite horizontal bzw. vertikal etwas länglich erscheint.

### Koma

Koma an einer Sammellinse

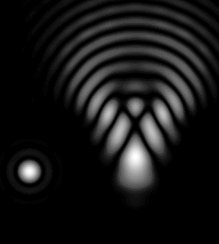
Abbildung eines Sterns als Schweif. Links unten zum Vergleich das Beugungsscheibchen bei fehlerfreier, z. B. achsennaher Abbildung.

Die Koma (Asymmetriefehler, von lat. coma ‚Schopf, Schweif‘) entsteht bei schräg zur optischen Achse einfallendem Strahlenbündel durch eine Überlagerung zweier Abbildungsfehler: der auch bei achsparallelem Bündel wirkenden sphärischen Aberration und dem Astigmatismus schiefer Bündel. Anstelle eines scharfen Beugungsscheibchens entsteht ein Bildpunkt mit zum Rand der Optik gerichtetem „Schweif“, der dem Phänomen den Namen gibt. Durch Abblenden der Randstrahlen kann die Erscheinung gemindert werden, der Astigmatismus schiefer Bündel bleibt aber bestehen.
Koma kann sowohl bei Linsen- als auch bei Spiegeloptiken auftreten. Optische Systeme, bei denen sowohl die sphärische Aberration als auch die Koma vollständig korrigiert sind, heißen Aplanate.

### Bildfeldwölbung
weitergehender Artikel Petzvalsche Bildfeldwölbung

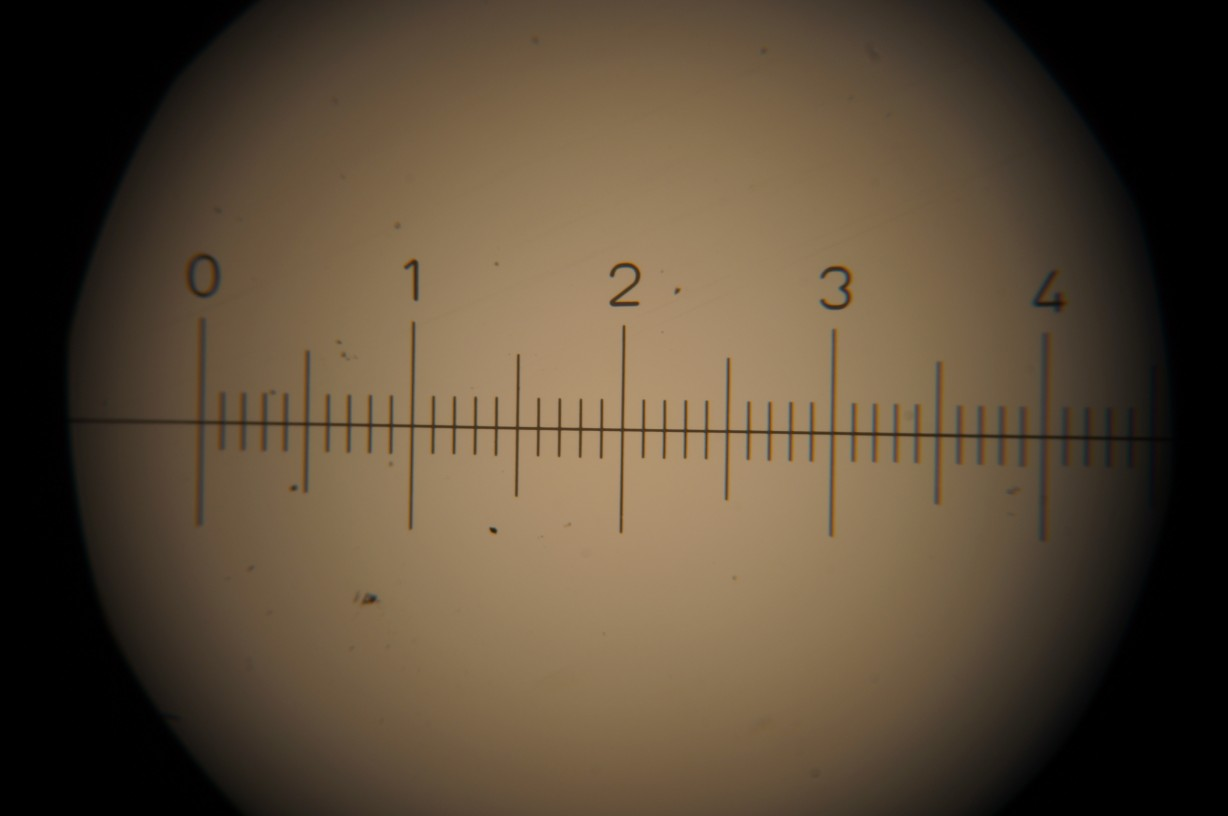
Ein Objektmikrometer bei geringer mikroskopischer Vergrößerung (Vierfach-Objektiv); besonders am rechten Rand des Bildes ist die Bildfeldwölbung an der Unschärfe der Skalierung zu erkennen.

Wenn eine Optik eine Bildfeldwölbung aufweist, wird das Bild nicht auf einer Ebene, sondern auf einer gewölbten Fläche erzeugt – es ist daher ein sogenannter Lagefehler. Die Position des Strahlenschnittpunkts längs der optischen Achse ist dann von der Bildhöhe abhängig, das heißt je weiter Objekt- und damit Bildpunkte von der Achse entfernt sind, umso mehr ist der Bildpunkt in Achsrichtung verschoben (typischerweise nach vorn, zum Objektiv hin).
Somit kann man auf einer ebenen Projektionsfläche das Bild eines ebenen Gegenstandes nicht auf der ganzen Fläche scharf abbilden. Wenn man auf die Bildmitte fokussiert, ist der Rand unscharf und umgekehrt.
Bildfeldwölbungen gibt es nicht nur bei Objektiven, sondern auch bei anderen optischen Bauteilen, z. B. bei Okularen oder Projektoren. Sie kann jedoch – wie die meisten anderen Abbildungsfehler – durch spezielle Anordnung der Linsen unter der Toleranzschwelle gehalten werden (Planfeldoptik).
Planfeldoptiken sind auch bei Scannern zur Lasergravur erforderlich, um ebene Flächen zu bearbeiten.
Bei manchen Spezialkameras wird dagegen die Bildfeldwölbung durch Anpressen des fotografischen Films an eine gekrümmte Fläche ausgeglichen, beispielsweise bei der Baker-Nunn-Satellitenkamera.
Bei Digitalkameras können gewölbte Bildsensoren eingesetzt werden, um den Bildfehler zu kompensieren.

### Verzeichnung

Geometrische Verzeichnung

Verzeichnung ist ein Lagefehler und bedeutet, dass die Bildhöhe (Abstand eines Bildpunkts vom Bildzentrum) auf nichtlineare Weise von der Höhe des entsprechenden Objektpunkts abhängt. Man kann auch sagen: Der Abbildungsmaßstab hängt von der Höhe des Objektpunkts ab. Das Bildzentrum ist der Punkt, in dem die optische Achse die Bildebene schneidet. Meist ist das der Bildmittelpunkt, aber Shift-Objektive und Fachkameras erlauben auch ein Verschieben der optischen Achse aus dem Bildmittelpunkt. Das Bildzentrum wird auch Verzeichnungszentrum oder Symmetriepunkt der Verzeichnung genannt.
Verzeichnung bewirkt, dass gerade Linien, die nicht die optische Achse schneiden, deren Abbild also nicht durch das Bildzentrum geht, gekrümmt abgebildet werden.
Wenn der Abbildungsmaßstab mit zunehmender Höhe abnimmt, nennt man dies tonnenförmige Verzeichnung. Dann wird ein Quadrat mit nach außen gewölbten Seiten abgebildet, sieht also etwa wie eine Tonne aus (Name). Den umgekehrten Fall nennt man kissenförmige Verzeichnung. Dann sieht das Quadrat aus wie ein Sofakissen. Es kann auch wellenförmige Verzeichnung auftreten, wenn sich verschiedene Ordnungen der Verzeichnung überlagern. Gerade Linien werden dann wie Wellenlinien nach beiden Seiten gekrümmt.
Weitwinkelobjektive in Retrofokus-Bauweise (Schnittweite größer als Brennweite) neigen zur tonnenförmigen Verzeichnung und Teleobjektive (Baulänge kleiner als Brennweite) zur kissenförmigen.
Sogenannte Fischaugen-Objektive weisen eine starke tonnenförmige Verzeichnung auf. Dies ist gewollt, um einerseits einen größeren Bildwinkel zu erreichen (180 Grad und mehr sind nur durch Verzeichnung möglich), und andererseits die Verzeichnung für die Bildgestaltung einzusetzen.
Bei Ferngläsern, vor allem solchen mit Weitwinkelokularen, ist eine kissenförmige Verzeichnung oft erwünscht, um den unangenehmen Globuseffekt beim Schwenken des Glases zu vermeiden. Die physikalische Grundlage hierfür ist die so genannte „Winkelbedingung“, die bei Ferngläsern erfüllt sein soll (im Unterschied zu der „Tangentenbedingung“ bei Fotoobjektiven).

## Chromatische Aberration

Chromatische Aberration

Der Brechungsindex von optischem Glas hängt von der Wellenlänge {\displaystyle \lambda } des einfallenden Lichts ab. Diese Erscheinung wird Dispersion genannt. Sie ist die Ursache für die chromatische Aberration.

### Farbquerfehler

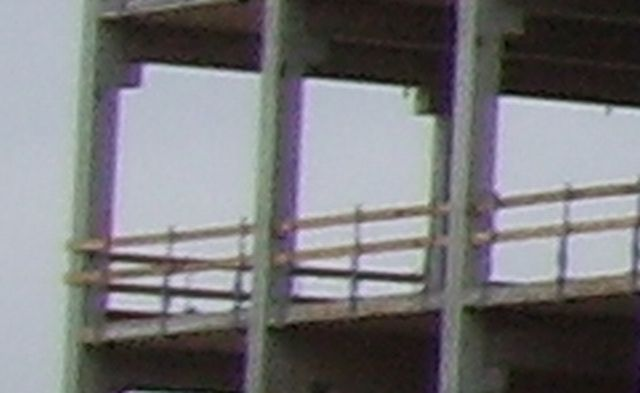
Farbquerfehler, Ausschnittvergrößerung

Der Brechungsindex der Linsen eines optischen Systems beeinflusst den Abbildungsmaßstab, der somit von der Wellenlänge abhängt. Die Teilbilder, die vom Licht unterschiedlicher Wellenlänge gebildet werden, sind dadurch verschieden groß. Diesen Effekt nennt man Farbquerfehler. Er bewirkt Farbsäume an Kanten des Bildmotivs, falls diese nicht radial verlaufen, und eine Unschärfe des Bildes. Die Breite der Farbsäume ist proportional zum Abstand von der Bildmitte.

### Farblängsfehler

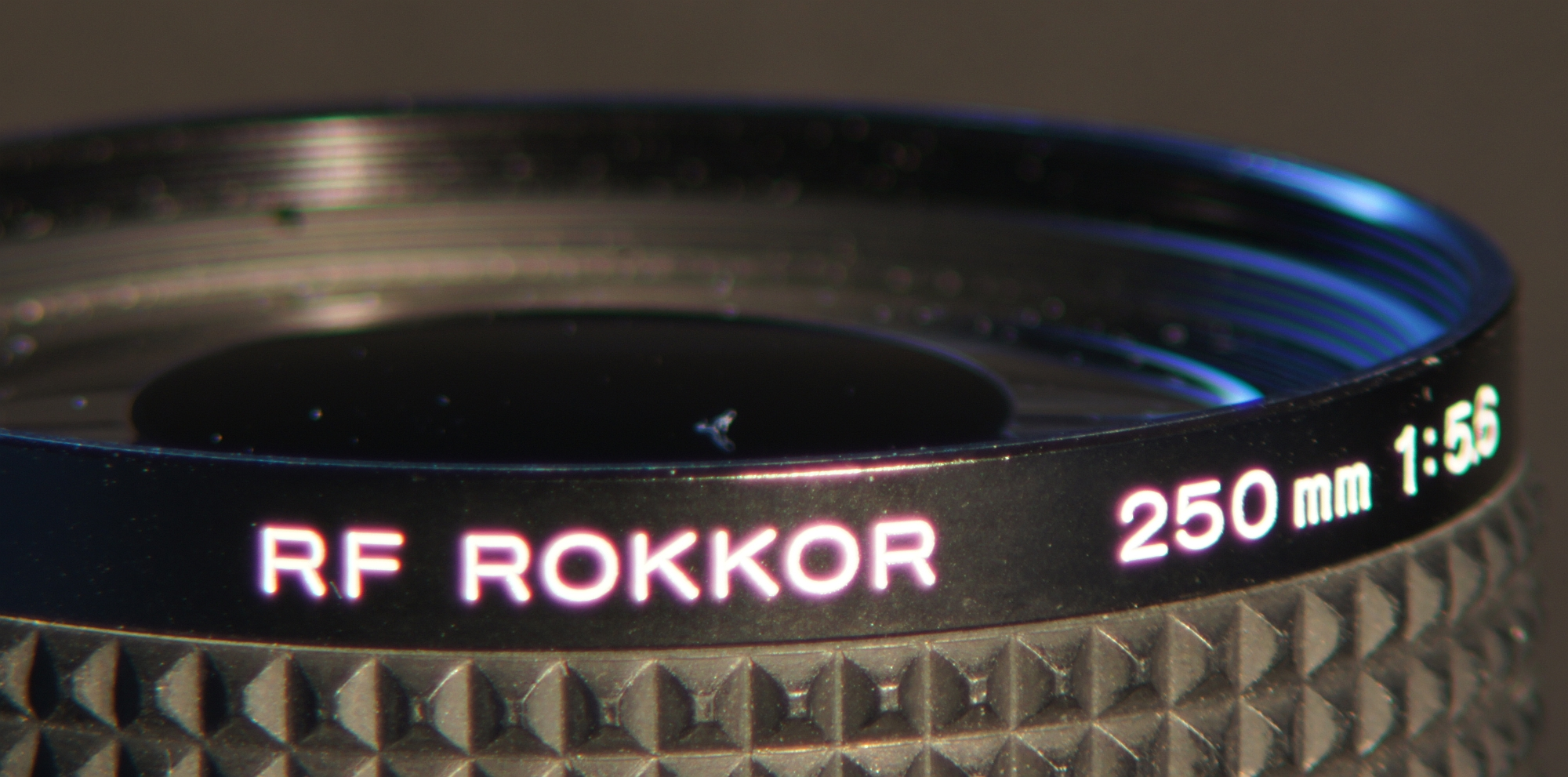
Farblängsfehler: Rote Farbsäume vor der eigentlichen Schärfeebene, grüne dahinter

Auch die Schnittweite des Systems, und damit der Abstand des Bildes von der letzten Fläche des Systems, ist vom Brechungsindex der Linsen und somit von der Wellenlänge des Lichts abhängig. Dadurch kann man die Teilbilder unterschiedlicher Farben nicht gleichzeitig scharf auffangen, weil sie an verschiedenen Positionen stehen. Dies nennt man Farblängsfehler. Es entsteht eine Unschärfe, die nicht von der Bildhöhe abhängt.

### Gaußfehler
Die Dispersion der optischen Gläser bewirkt eine Variation der übrigen Abbildungsfehler mit der Wellenlänge. Wenn die Koma für grünes Licht korrigiert ist, kann sie für rotes und blaues Licht trotzdem vorhanden sein. Dieser Effekt kann die Güte eines Objektivs erheblich beeinflussen und muss bei der Konstruktion von hochwertigen Systemen berücksichtigt werden. Im Fall der sphärischen Aberration bezeichnet man diesen Effekt als Gaußfehler, wobei die Bezeichnung oft auf die übrigen Fehler ausgedehnt wird.

### Achromat

Achromat

Wenn in einem System Linsengläser mit erheblich voneinander verschiedenen Abbe-Zahlen verwendet werden, kann der Farbfehler stark verringert werden. Speziell versteht man unter einem Achromaten ein Objektiv, bei dem die Änderung der Schnittweite mit der Wellenlänge für eine Wellenlänge verschwindet.

### Apochromat

Apochromat

Eine Weiterentwicklung stellen so genannte apochromatisch korrigierte Objektive (Apochromate) dar. Für diese verwendet man Gläser mit ungewöhnlichem Dispersionsverhalten, wodurch auch das sekundäre Spektrum korrigiert werden kann. In der klassischen Ausführung werden diese so berechnet, dass die Schnittweiten bei drei Wellenlängen (z. B. Rot, Grün und Blau) übereinstimmen, wodurch der Farblängsfehler auch bei allen anderen Wellenlängen des sichtbaren Lichts sehr gering wird. Ein Hinweis auf so korrigierte Systeme ist meist die Abkürzung APO auf den Objektiven. Sie sind in aller Regel bedeutend teurer als lediglich achromatisch korrigierte Produkte.

## Technisch bedingte Aberrationen
Die oben beschriebenen Fehler folgen aus den mathematischen Gesetzen der Abbildung. Es kommt aber noch hinzu, dass in der Technik nichts mit vollkommener Genauigkeit gefertigt werden kann. Auch bei optischen Systemen gibt es Abweichungen der realen Maße und Eigenschaften von den bei der Konstruktion festgelegten Werten:
- Maß- und Formabweichungen der Elemente (Linsen und Spiegel)
- Abweichungen der Elemente von ihren vorgesehenen Positionen
- Abweichender Brechungsindex der Linsen
- Inhomogenitäten (Schlieren) im Glas einer Linse (siehe Eigenschaften von optischem Glas)
- Eigenspannungen der Linsen und Spannungen durch die Fassung, die zu Spannungsdoppelbrechung führen können

Durch diese Abweichungen bleibt ein optisches System mehr oder weniger hinter der seiner Konstruktion entsprechenden Bildqualität zurück. Eine Abweichung von der Rotationssymmetrie kann bewirken, dass die Bildqualität nicht nur von der Entfernung von der Bildmitte, sondern auch deutlich von der Richtung abhängt, dass also etwa die Qualität am linken Bildrand merklich schlechter ist als am rechten. Dies bezeichnet man als Zentrierfehler.
Bei der Konstruktion eines Objektivs ist es sinnvoll, die Empfindlichkeit gegen Fertigungsfehler in den Optimierungsprozess einzubeziehen. Die Genauigkeit, mit der die Bauteile gefertigt werden müssen, um eine ausreichende Abbildungsgüte zu erreichen, ist ein wichtiger Kostenfaktor. Der Konstrukteur muss in einer fertigen Konstruktion eines optischen Systems nicht nur die Sollwerte für die Geometrie und Glaseigenschaften angeben, sondern auch die zulässigen Abweichungen.
Änderungen der Umgebungsparameter, vor allem der Temperatur, bewirken ebenfalls Abweichungen der Formen, Maße und Brechungsindizes. Die Bauteile eines optischen Instruments dehnen sich bei Erwärmung aus. Bei großen astronomischen Instrumenten kann sich so eine merkliche Fernrohrbiegung durch einseitige Erwärmung ergeben (wie auch durch deren Eigengewicht). Auch der Brechungsindex von Glas ändert sich mit der Temperatur. Unter den Fotoobjektiven sind vor allem solche mit langer Brennweite und guter Korrektion gegen Temperaturänderung empfindlich. Sie werden daher oft mit einer weißen Lackierung versehen, damit sie durch Sonnenbestrahlung weniger erwärmt werden.
Auch Turbulenzen und Temperaturunterschiede in den Luftschichten der Erdatmosphäre verursachen Abbildungsfehler, die besonders bei großen Brennweiten und weit entfernten Objekten störend in Erscheinung treten (Szintillation). Insbesondere in der Astronomie limitiert die Atmosphäre das Auflösungsvermögen eines Teleskops. Die Auflösungsbegrenzung durch atmosphärische Einflüsse wird allgemein als Luftunruhe, speziell in der Astronomie als Seeing bezeichnet. Ferner kann bei horizontnahen Gestirnen und bei atmosphärischen Halo-Erscheinungen ein vertikaler Farbsaum auftreten, weil die astronomische Refraktion geringfügig von der Wellenlänge des Lichtes abhängt. Um diese Einflüsse zu korrigieren, werden adaptive Optiken verwendet oder die Teleskope außerhalb der Erdatmosphäre stationiert (Weltraumteleskop).

### Axialer Astigmatismus
Unvollkommene Linsen, die nicht rotationssymmetrisch um die optische Achse sind, können auch achsparallele Bündel astigmatisch abbilden. Ein Objektpunkt wird je nach Fokussierung als Strich (längs oder quer) abgebildet. Dieser Fehler spielt in der Augenoptik und der Elektronenoptik eine wichtige Rolle. Die einfachste Form des axialen Astigmatismus lässt sich durch Kombination mit einer in Brechkraft und Achsrichtung entsprechend dimensionierten Zylinderlinse korrigieren (Zylinderglas in der Brille, Stigmator im Elektronenmikroskop). Die Fertigung von Glaslinsen für sichtbares Licht ist inzwischen so ausgereift, dass hier kein nennenswerter axialer Astigmatismus auftritt.

### Videos
- Video: Sphärische Aberration. Institut für den Wissenschaftlichen Film (IWF) 2004, zur Verfügung gestellt von der Technischen Informationsbibliothek (TIB), doi:10.3203/IWF/C-14893.
- Video: Astigmatismus. Institut für den Wissenschaftlichen Film (IWF) 2004, zur Verfügung gestellt von der Technischen Informationsbibliothek (TIB), doi:10.3203/IWF/C-14894.
- Video: Chromatische Aberration. Institut für den Wissenschaftlichen Film (IWF) 2004, zur Verfügung gestellt von der Technischen Informationsbibliothek (TIB), doi:10.3203/IWF/C-14895.